# Национальный социально-педагогический колледж
Национальный социально-педагогический колледж — учреждение среднего профессионального образования в Перми. Основано в 2017 году. Полное наименование — Автономная некоммерческая профессиональная образовательная организация «Национальный социально-педагогический колледж».
Первый колледж в России, который реализовал систему двух дипломов. Студенты выпускники получают диплом о среднем профессиональном образовании и диплом о профессиональной переподготовке, которую они проходят на последнем курсе учебы в колледже.
Бюджетных мест в колледже не предусмотрено.

## История
С 2017 года учебное заведение обучает специальностям в сфере социально-педагогической деятельности.
15 мая 2018 года колледж получил бессрочную лицензию на осуществление образовательных услуг, 16 мая 2019 года — свидетельство о государственной аккредитации.
В 2023 году Национальный социально-педагогический колледж вошел в состав Федерального учебно-методического объединения по укрупненным группам специальностей «Образование и педагогические науки».

## Специальности
В колледже проводится обучение по следующим специальностям:
- 44.02.01 «Дошкольное образование»
- 44.02.02 «Преподавание в начальных классах»
- 44.02.04 «Специальное дошкольное образование»
- 44.02.05 «Коррекционная педагогика в начальном образовании»
- 44.02.03 «Педагогика дополнительного образования» — 7 направлений:
  - в области физкультурно-оздоровительной деятельности
  - в области социально-педагогической деятельности
  - в области ИЗО и ДПИ
  - в области технического творчества
  - в области сценической деятельности
  - в области эколого-биологической деятельности
  - в области туристско-краеведческой деятельности
- 46.02.01 «Документационное обеспечение управления и архивоведение».
- 39.02.01 «Социальная работа»
- 51.02.03 «Библиотековедение»

## Образовательный процесс
Организован заочно, с применением дистанционных образовательных технологий.Студенты учатся на образовательной платформе Национального социально-педагогического колледжа, без физического присутствия.
В личном кабинете доступны: лекционные материалы, уроки в видео формате, тесты и практические задания в веб-интерфейсе колледжа, образовательные материалы по трудоустройству и репетиторству, электронные библиотеки
Лицензия и государственная аккредитация означают, что программы образовательного учреждения соответствуют ФГОС — федеральным государственным образовательным стандартам. Студентам преподают дисциплины по утвержденному списку Министерством образования и дополнительные предметы, которые колледж выбирает самостоятельно.

## Статистика
По состоянию на сентябрь 2023 года, в колледже обучаются 11 000 студентов.
В июне 2023 года из учебного заведения выпустились 453 человека.

## Награды и достижения
2019 год — сертификаты «Инновация года» и «Высокое качество».
2020 год — премия «Лучшее образовательное учреждение России» и награда «Всероссийская Марка (III тысячелетие). Знак качества ХХI века».
2021 год — лауреат конкурса «Лучшие колледжи РФ-2021».
2022 год — благодарность от сервиса «Юрайт. Статистики» за высокую цифровую активность среди учреждений среднего профессионального образования.
2023 год — лауреат Всероссийского публичного закрытого конкурса и победитель в номинации «100 лучших профессиональных образовательных организаций Российской Федерации-2022».